# アステリズム -Astraythem-
『アステリズム -Astraythem-』は、2012年6月29日にチュアブルソフトから発売された18禁恋愛アドベンチャーゲーム。キャッチコピーは、「姉さんに恋をして、姉さんも恋をして、姉さんと恋をした」と「弟（あなた）と、結ばれていいの?」。

## 概要
チュアブルソフトの第7作目の作品。2011年1月発売の『テックジャイアン』3月号で制作を発表するも、同年3月11日に東北地方太平洋沖地震が発生、その影響で3月31日に開発を凍結した。作品中で過去に巨大地震と大津波により多数の死者が出たという設定、加えて宮城県仙台市・石巻市付近を舞台としていることが社内で問題となったことによる。同年6月11日、地震の設定や舞台は変更せず、被災地独自の特典やイベント、ゲームディスク生産の東北地方の工場への発注のほか、描写については「東日本大震災からの復興の精神を妨げるものとならないよう細心の注意を払う」よう制作を進めていくとして、開発再開を発表した。震災・制作中止危機を乗り越え、初期と変わらない作品を生み出したとして、萌えゲーアワード2012メディア支持賞金賞を受賞。
予約特典としてラフ原画、初期設定、制作秘話を収録した小冊子『星のゆりかご』が付属。
FLATのアダルトゲーム『-atled- everlasting song』と舞台を共有し、お互いのキャラクターも登場する。
2013年にはDMMからダウンロード版が発売された。

## 登場人物

### 主人公
桜塚 白雲（さくらづか つくも）
声 - 永倉仁八/倉田まりや（子供時代）
本作の主人公。七帯学園5年生。10年も姉のことを想い続けているものの恋心が表に出ないようにしている。1996年に起きた地震の後震災孤児として施設に預けられ、3年後に桜塚家の養子となる。不良に絡まれやすい。

### 現代
桜塚 名月（さくらづか なつき）
声 - 小春原映花
身長:164cm、3サイズ:88(E)/59/87、誕生日：7月19日
作品唯一のメインヒロイン。七帯学園の保健医。弟の白雲とは血のつながりはない。
加々見 美々（かがみ みみ）
声 - 鈴田美夜子
身長:151cm、3サイズ:79(B)/57/81、誕生日：8月8日
サブヒロイン。七帯学園4年生。天文部所属。明乃と仲がよい。シュガーという猫を飼っている。
春日森 明乃（かすがもり あけの）
声 - 雪都さお梨
身長:153cm、誕生日：2月22日
七帯学園4年生。女子ラクロス部、SF研究部所属。美々と仲がよい。朔夜と付き合っている。

保志 朔夜（ほし さくや）
声 - 原田友貴
七帯学園5年生。卓球部、SF研究部所属。白雲のクラスメイト。明乃と付き合っている。
沼淵 虎造（ぬまぶち とらぞう）
声 - 藤富兵吉
七帯学園5年生。七帯学園における不良のボス。
高島 霧彦（たかしま きりひこ）
声 - 河村眞人
内科医。名月の同窓。恋愛運以外すべて持っている。
凪 九厘（なぎ くうりん）
声 - 倉田まりや

### 1999年
桜塚 名月（さくらづか なつき）
声 - 小春原映花
身長:155cm、3サイズ:82(C)/58/84、誕生日：7月19日
七帯学園5年生。男子学生から人気は高いが誰一人として告白は成功していない。
凪 九厘（なぎ くうりん）
声 - 倉田まりや
身長:170cm、3サイズ:85(D)/60/90、誕生日：9月9日
サブヒロイン。七帯学園5年生。名月のクラスメイト。所謂百合で名月が好きである。
凪 鏡一郎（なぎ きょういちろう）
声 - カマンベール十円堂
九厘の父。かなりの金持ちである。白雲の世話をしている。
高島 霧彦（たかしま きりひこ）
声 - 河村眞人
七帯学園5年生。名月のクラスメイト。

### 1996年
桜塚 名月（さくらづか なつき）
声 - 小春原映花
身長:146cm、3サイズ:76(A)/56/78、誕生日：7月19日
七帯学園2年生。
加々見 音々（かがみ ねね）
声 - 有栖川みや美
美々の母。出産を控えている。

## テーマソング
第1章オープニングテーマ 「どうか、もう少しだけ」
歌：藤原鞠菜
作詞：夕野ヨシミ（IOSYS）
作曲：void（IOSYS）
第1章エンディングテーマ 「stardrops 〜Chapter1〜」
歌：霜月はるか
作詞：はづき
作曲：Taishi
第2章オープニングテーマ 「Starry Rain」
歌：みとせのりこ
作詞：はづき
作曲・編曲：Taishi
第2章エンディングテーマ 「stardrops 〜Chapter2〜」
歌：霜月はるか
作詞：はづき
作曲：Taishi
第3章オープニングテーマ 「君のために」
作曲・歌：SHIHO（STARAVID）
作詞：\utaka（STARAVID）
第3章エンディングテーマ 「stardrops 〜Chapter3〜」
歌：霜月はるか
作詞：はづき
作曲：Taishi
グランドエンディングテーマ 「永遠の宇宙の下で」
歌：anporin
作詞・作曲：けんせい（Silver Seats studio）

## スタッフ
- 原画：ぎん太
- シナリオ：草壁よしお（監督も兼任）、おぷと、神代いづみ、うたや、なたけ、和人
- 音楽：Manack
- プロデューサー：イシダ
- ムービー：KIZAWA Studio、sleepwalker、HONKAN